# Bisglaziovia behurioides
Bisglaziovia es un género monotípico de plantas con flores pertenecientes a la familia Melastomataceae. Su única especie: Bisglaziovia behurioides Cogn., es originaria de Brasil donde se encuentra en la Mata Atlántica.

## Taxonomía
El género fue descrito por Célestin Alfred Cogniaux y publicado en Monographiae Phanerogamarum 7: 412, en el año 1891.